# Donji Tavankut
Donji Tavankut (izvirno srbsko Доњи Таванкут) je naselje v Srbiji, ki upravno spada pod Mesto Subotica; slednja pa je del Severnobačkega upravnega okraja.

## Demografija
V naselju živi 2081 polnoletnih prebivalcev, pri čemer je njihova povprečna starost 39,8 let (38,0 pri moških in 41,5 pri ženskah). Naselje ima 953 gospodinjstev, pri čemer je povprečno število članov na gospodinjstvo 2,75.
Prebivalstvo je večinoma nehomogeno, a v času zadnjih treh popisov je opazno zmanjšanje števila prebivalcev.
|  |

| Demografija | Demografija     | Demografija     |
| Leto        | Št. prebivalcev | Št. prebivalcev |
| ----------- | --------------- | --------------- |
|             |                 |                 |
|             |                 |                 |
|             |                 |                 |
|             |                 |                 |
| 1948        | 3553            |                 |
| 1953        | 3636            |                 |
| 1961        | 3379            |                 |
| 1971        | 3042            |                 |
| 1981        | 2719            |                 |
| 1991        | 2710            | 2678            |
| 2002        | 2675            | 2631            |
|             |                 |                 |

| Etnična sestava po popisu iz leta 2002 | Etnična sestava po popisu iz leta 2002 | Etnična sestava po popisu iz leta 2002 | Etnična sestava po popisu iz leta 2002 | Etnična sestava po popisu iz leta 2002 |
| -------------------------------------- | -------------------------------------- | -------------------------------------- | -------------------------------------- | -------------------------------------- |
| Hrvati                                 | Hrvati                                 |                                        | 1.234                                  | 46,90%                                 |
| Bunjevci                               | Bunjevci                               |                                        | 787                                    | 29,91%                                 |
| Srbi                                   | Srbi                                   |                                        | 190                                    | 7,22%                                  |
| Jugoslovani                            | Jugoslovani                            |                                        | 137                                    | 5,20%                                  |
| Madžari                                | Madžari                                |                                        | 117                                    | 4,44%                                  |
| Črnogorci                              | Črnogorci                              |                                        | 6                                      | 0,22%                                  |
| Nemci                                  | Nemci                                  |                                        | 6                                      | 0,22%                                  |
| Muslimani                              | Muslimani                              |                                        | 3                                      | 0,11%                                  |
| Makedonci                              | Makedonci                              |                                        | 3                                      | 0,11%                                  |
| Slovaki                                | Slovaki                                |                                        | 1                                      | 0,03%                                  |
| Rusi                                   | Rusi                                   |                                        | 1                                      | 0,03%                                  |
| Romi                                   | Romi                                   |                                        | 1                                      | 0,03%                                  |
| Bošnjaki                               | Bošnjaki                               |                                        | 1                                      | 0,03%                                  |
| Neznano                                | Neznano                                |                                        | 4                                      | 0,15%                                  |